# Малакатын-Тас
Малакатын-Тас — гора на юге острова Котельный (Якутия). Находится на территории охранной зоны Государственного природного заповедника «Усть-Ленский».
Является высшей точкой острова и группы островов Анжу.
Высота горы — 361 м или 374 м.
Гора является высшей точкой Малакатынской возвышенности, соединена горной перемычкой с горой Орто-Тас (256 м).
На склонах горы берут начало следующие реки:
- Западная Захарка,
- Левая Хормурганнах,
- Малакатынский,
- Улахан Урасалах,
- Хормурганнах.